# Лугару (персонаж луизианского фольклора)

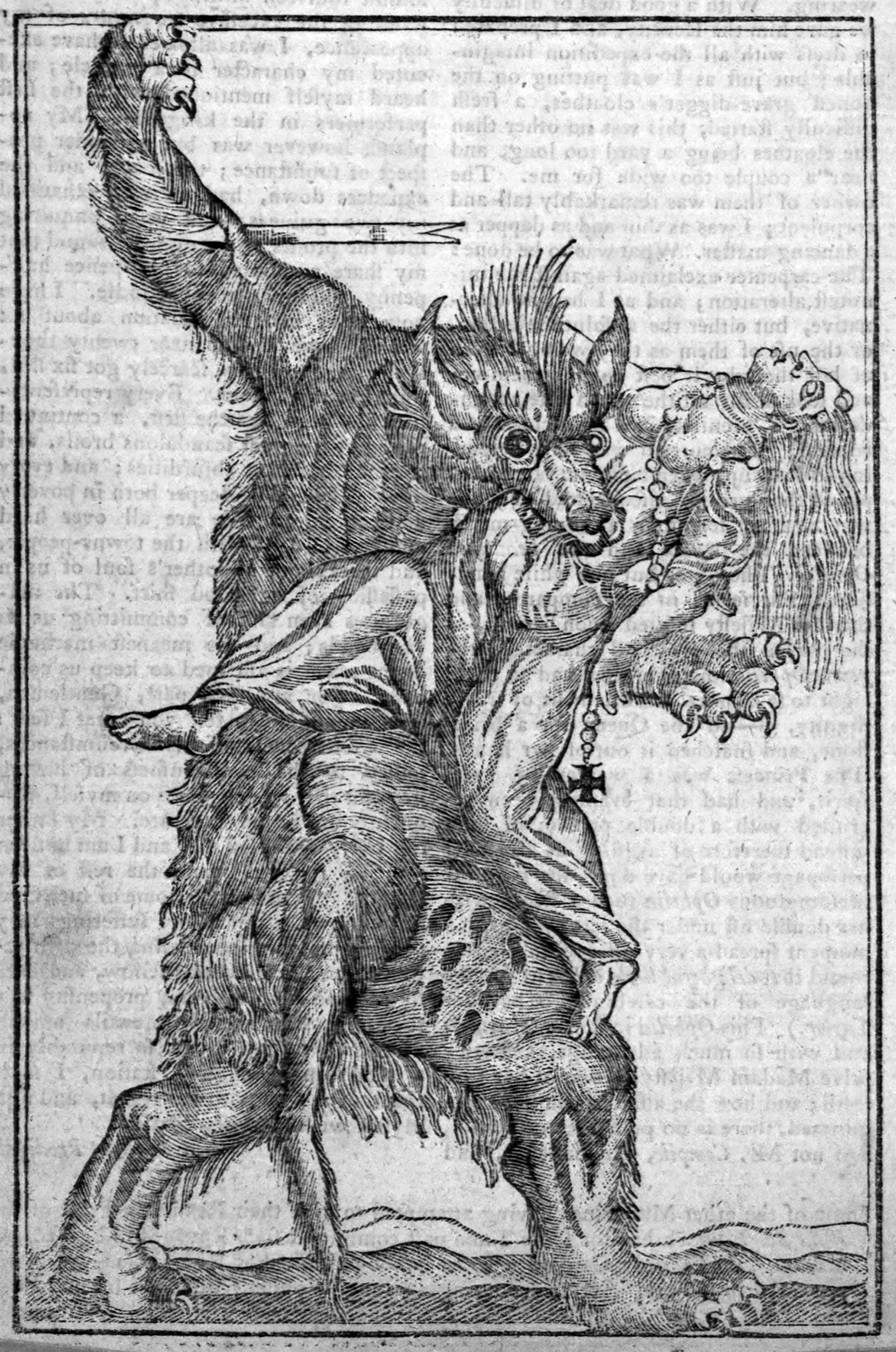
Рисунок Лугару. XVIII век.

Лугару (книжн.), лугару (фр. Loup-garou (волк-оборотень), варианты: Rougarou, Roux-Ga-Roux, Rugaroo, Rugaru) — разновидность фольклорных оборотней, представляющая собой человека с волчьей головой или «гибриды» человека с собаками, свиньями, коровами или даже цыплятами (обычно белыми).
Лугару является частью фольклора франкофонных поселенцев в Луизиане. Среди вариантов этой легенды наиболее распространёнными являются такие:
- Лугару становятся те, кто продал душу дьяволу.
- Лугару преследует непослушных детей. Либо католиков, нарушивших пост (по одной из версий, человек, семь лет подряд не соблюдавший пост, становится лугару).
- Лугару проклят на 101 день. По истечении этого срока проклятие перемещается на человека, чью кровь лугару испил. При этом днём существо выглядит как человек и, хотя ведёт себя странновато, пытается скрыть своё состояние.
- Чтобы убить лугару, достаточно заколоть его ножом, пристрелить или сжечь. Но есть способ спасти человека от этого проклятия — в некоторых версиях легенды, лугару превращается обратно в человека, если пролить его кровь. Правда, в более мрачном варианте этой легенды, проливший кровь лугару через год умирает.

По легенде, это существо бродит среди болот и лесов, что раскинулись между Акадианой и Новым Орлеаном. Чаще всего его описывают как человека с волчьей или собачьей головой. Лугару перевоплощаются не как оборотни — тело не трансформируется, а как бы выворачивается наизнанку, быстро, без каких-либо физических неудобств и боли. Прежде чем полностью превратиться, лугару выглядят как обычные люди. Но превратившись, приобретают невероятную силу, их кости меняются, и они становятся монстрами. В человеческом обличье Лугару хранит в себе звериную сущность, то есть легко поддаётся вспышкам гнева и держится на расстоянии от людей, хотя многое зависит от характера. Когда Лугару в зверином обличье, внутри него остаётся человек, он сохраняет человеческий разум и может контролировать животные желания, в итоге не «теряет голову», как оборотень.
Лугару не преобразится, если не дать ему попробовать человеческой крови. Также лугару — наследственный ген, который передается от отца к ребёнку. Лугару можно убить, если сжечь его. Некоторые исследователи связывают лугару с другим мифическим людоедом — вендиго (см. Ссылки), однако писатель Питер Меттисен утверждает, что эти легенды имеют не так уж много сходства. Если вендиго просто боялись, то лугару в некоторых местах поклонялись, связывая его с Матерью-Землей.